# Kutrucz Gizella
Kutrucz Gizella (Balogh Elemérné; Szímő, Csehszlovákia, 1921. – Budapest?, 2005. február 10.) pártmunkás, újságíró.

## Élete
Apja, Kutrucz Dénes, 1967-ben, 68 éves korában, hosszas betegség után Vértesszőlősön hunyt el. 1948-tól kezdve végzett Komárom megyében párt-, állami és szakszervezeti munkát, amiért megkapta a Szocialista Hazáért Érdemrendet. Tevékenységéért többször bebörtönözték, megkínozták. Kutrucz Gizella testvérei Kutrucz Béla, Illés Béláné Kutrucz Ilona, és Borka Sándorné Kutrucz Erzsébet voltak.
1968-ban így fogalmazott magáról: „Tulajdonképpen csak 1938 óta élek Magyarországon. Akkor csatolták ide a Felvidéket. Parasztemberek voltunk, de távoli rokonaim között sem ismerek olyat, aki ne lett volna kommunista. Csehszlovákiában legálisan működött a kommunista párt, így aztán én a magyarországi mozgalomba már régi kommunistaként kapcsolódtam be. Szimőn, a mi falunkban legnagyobbrészt kubikosok laktak, a falu háromnegyede párttag volt. Nekem a munkásmozgalmi élet gyermekkoromtól természetes dolog. A szüleim s rokonaim közül is sokan megjárták a börtönt. Otthon nélkülem nem zajlott le tüntetés. Lány létemre jónéhányszor bevert fejjel kerültem haza ezekből az akciókból. [...] 1944-ben bakancstalpba, Ovomahtinba rejtett hamis iratokat csempésztünk a börtönbe, hogy elősegítsük a kommunisták szökését, akiket nyugatra akartak hurcolni. Hegedűs András, Hazai Jenő és más elvtársak így szöktek meg a biztos halál elől. [...] 1941-ben jelent meg az első írásom a Magyar Nemzetben. [...] A felszabadulás után a MADISZ egyik alapító tagja lettem. Ki kellett szórnunk a burzsujokat Budapestről, hogy helyet adjunk a tanulni vágyó fiataloknak. Földet is osztottam Szabolcs megyében. 1948-tól 1957-ig a Pártközpontban dolgoztam. 

A fiam és a lányom irigyel a múltamért. [...] Olyan korban nőttem fel, amely a jellem minden nemes vonásának teret adott. Négyen voltunk testvérek, valamennyien megkaptuk a Szocialista Hazáért Érdemérmet. Szórakozás alig volt az életemben.”
Fiatalon csatlakozott az illegális kommunista mozgalomhoz. Ennek kapcsán ismerte meg későbbi férjét, Balogh Elemér filozófust. Az ellenállási mozgalomban együtt dolgozott a Györffy-kollégistákkal. Többek között részt vett Hegedüs András és néhány fogolytársa megszöktetésében és bujtatásában is. 1946-1948 között a debreceni népi kollégiumok szervezését segítette.
1948-ban férjével együtt felkerültek Budapestre, ahol a Központi Bizottság apparátusában dolgozott. Férje szintén pártmunkás volt, tanár a pártfőiskolán.
A felszabadulás után különféle pártbeosztásokban dolgozott, akkori kifejezéssel pártmunkás volt. Egy időben Rajk László titkárságát vezette. 1956 után is a pártapparátusban tevékenykedett, a Pártközpontban dolgozott. Nyugállományba vonulása után a Pártélet című folyóirat olvasószerkesztője volt.
Még a hetvenes években véletlen folytán kezdett kutatásba Bosnyák Zoltánnal, a Horthy-korszak ismert antiszemita vezéregyéniségével, kivégzett háborús bűnössel kapcsolatosan. A kutatás közben konfliktusba keveredett a hatalommal, amelynek következtében 1987. december 14-én pártellenes magatartás és tevékenység indoklással kizárták az MSZMP-ből. Erről a kutatásról és konfliktusról készített dokumentumfilmet Ember Judit még 1985-ben, amit azonban csupán 2002-ben mutattak be. A dokumentumfilm írásos anyaga folytatásokban megjelent a kanadai Menora című magyar nyelvű lapban és foglalkozott vele a Szabad Európa Rádió is.
Életének erről az epizódjáról Kutrucz Gizella Válogatott közügyeim címmel írt könyvet.

## Díjai, elismerései
- Szocialista Hazáért Érdemrend (1968, visszavonva: 1988)[5][8]
- Szocialista Magyarországért Érdemrend (1983)[9]

## Dokumentumfilm
- Hagyd beszélni a Kutruczot! (1985-ben készült, 2002-ben bemutatott dokumentumfilm, rendezte Ember Judit)

## Könyv
- Válogatott közügyeim; Gondolat, Budapest, 1990 (Terep) ISBN 963-282-367-2